# Mikuláš z Riesenburka
Mikuláš z Riesenburka, zv. Prebstl, nebo také jako Mikuláš z Prus (německy Nikolaus von Riesenburg, narozen v Prabutech – 6. června 1397, tvrz Dřevčice u Prahy nebo hrad Mírov) byl moravský šlechtic, římskokatolický duchovní a diplomat.

## Život
Pocházel z pruského města Riesenburgu (dnes Prabuty v Polsku). Studoval v Bologni a v Praze, kde se dostal ke dvoru. Působil ve službách krále Karla IV. jako notář a protonotář. V letech 1377–1378 se účastnil cesty císaře do Francie a měl tak příležitost poznat francouzský dvůr. Působil v jeho diplomatických službách i ve službách jeho syna Václava IV. V roce 1383 se stal kostnickým biskupem. 4. května 1388 byl papežem Urbanem VI. přeložen do Olomouce.
Kvůli probíhajícím moravským markraběcím válkám musel zastavit markraběti Joštovi biskupský hrad Melice, město Vyškov, část Pustiměře a řadu okolních vsí. V letech 1390–1391 se uchýlil na pevný hrad Mírov, který byl nucen zastavit stejně jako Valašské Meziříčí a hrad Blansek s blanenským panstvím.
Ze jeho episkopátu byla založena olomoucká kartouza a kláštery ve Fulneku a v Prostějově. Mikuláš se na sklonku života odstěhoval z Moravy do Prahy a do tvrze Dřevčice, kde mezi 6. a 9. červnem 1397 zemřel. Podle jiných pramenů zemřel na hradě Mírově. Byl pochován v olomoucké katedrále.